# Pram (Gemeinde Andorf)
Pram ist eine Ortschaft der Marktgemeinde Andorf im Bezirk Schärding in Oberösterreich. Der 64 Einwohner (Stand 1. Jänner 2024) zählende Ortsteil liegt südlich des Zentrums von Andorf am gleichnamigen Fluss Pram.

## Geschichte
Laut Adressbuch von Österreich waren im Jahr 1938 in Pram einige Landwirte ansässig.